# パメラ・リード
パメラ・リード（Pamela Reed、1949年4月2日 - ）は、アメリカ合衆国の女優・声優である。

## 来歴
1949年、ワシントン州タコマに生まれる。高校卒業後は、メリーランド大学とワシントン大学へ進学して学士を取得。卒業後はニューヨークへ渡り、女優になるために下積み生活を送り、オフ・ブロードウェイなどの舞台から活動を始める。後にオフ・ブロードウェイの演技において高い評価を得て、ドラマ・デスク・アワードとオビー賞を受賞した。
1980年に映画デビューし、女優としての地位を着実に築いていく。1988年に出演したHBO製作のテレビドラマシリーズ『Tanner '88』ではCableAce Awardで最優秀主演女優賞を受賞した。その後も多くの映画やテレビドラマに登場しており、コメディエンヌとしての才能を発揮。代表作にアーノルド・シュワルツェネッガー主演の『キンダガートン・コップ』やロビン・ウィリアムズ、ティム・ロビンス出演の『キャデラック・マン』などがある。
また声優としてアニメシリーズ『ザ・シンプソンズ』などにゲスト出演もしている。
1988年、テレビドラマのディレクターと結婚。現在はカリフォルニア州在住。

## 出演作品

### 映画
| 公開年 | 邦題 原題                                                              | 役名                         | 備考       |
| ------ | ---------------------------------------------------------------------- | ---------------------------- | ---------- |
| 1980   | ロング・ライダーズ The Long Riders                                     | ベル・スター                 |            |
| 1980   | メルビンとハワード Melvin and Howard                                   | ボニー                       |            |
| 1981   | 目撃者 Eyewitness                                                      | リンダ                       |            |
| 1982   | 病院狂時代 Young Doctors in Love                                       | ノリーン・スプロケット看護婦 |            |
| 1983   | ライトスタッフ The Right Stuff                                         | トルーディ・クーパー         |            |
| 1984   | The Goodbye People                                                     |                              |            |
| 1986   | The Clan of the Cave Bear                                              |                              |            |
| 1986   | タッチ・ダウン'90 The Best of Times                                    | ジジ・ハイタワー             |            |
| 1986   | キャロラインはだれ? Caroline?                                          | グレイス・カーマイケル       | テレビ映画 |
| 1989   | 理由なき発砲 Chattahoochee                                             | アーリーン                   |            |
| 1990   | キャデラック・マン Cadillac Man                                        | ティナ                       |            |
| 1990   | キンダガートン・コップ Kindergarten Cop                                | フィービー・オハラ刑事       |            |
| 1992   | ヴァージニアの告白/過去のない女 Woman with a Past                      | ディー・ジョンソン           | テレビ映画 |
| 1992   | お葬式だよ!全員集合 Passed Away                                        | テリー                       |            |
| 1992   | ボブ★ロバーツ Bob Roberts                                              | キャロル・クルーズ           |            |
| 1994   | ジュニア Junior                                                        | アンジェラ                   |            |
| 1996   | 危険な選択 Critical Choices                                            | アーリーン                   | テレビ映画 |
| 1997   | ビーン Bean                                                            | アリソン・ラングレー         |            |
| 1998   | ホワイ・ドゥ・フールズ・フォール・イン・ラブ Why Do Fools Fall in Love | ランブリー                   |            |
| 1998   | キャリアーズ Carriers                                                  | ホリー・パーカー             | テレビ映画 |
| 2000   | プルーフ・オブ・ライフ Proof of Life                                   | ジャニス・グッドマン         |            |
| 2003   | ブック・オブ・デイズ/死を告げる書 Book of Days                         | グレイディ                   | テレビ映画 |

### テレビシリーズ
| 放映年    | 邦題 原題                                                | 役名                  | 備考         |
| --------- | -------------------------------------------------------- | --------------------- | ------------ |
| 1988      | Tanner '88                                               | T.J.キャヴァナー      | 11エピソード |
| 1988      | L.A.ロー 七人の弁護士 L.A. Law                           | ノーマ                | 1エピソード  |
| 1990      | Grand                                                    | ジャニス・パセッティ  | 26エピソード |
| 1995-1996 | The Home Court                                           | シドニー・J・ソロモン | 20エピソード |
| 2004      | Tanner on Tanner                                         | T.J.キャヴァナー      | 4エピソード  |
| 2004      | 犯罪捜査官ネイビーファイル JAG                           | Maj. Gen. Willsey     | 1エピソード  |
| 2006      | 恋するアンカーウーマン Pepper Dennis                     | リン・ディンクル      | 4エピソード  |
| 2006-2008 | ジェリコ 閉ざされた街 Jericho                            | ゲイル・グリーン      | エピソード   |
| 2008      | 弁護士イーライのふしぎな日常 Eli Stone                   | ミセス・ストーン      | 2エピソード  |
| 2009      | BEAST The Beast                                          | アイダ・ポールソン    | 2エピソード  |
| 2009-2011 | ユナイテッド・ステイツ・オブ・タラ United States of Tara | ベヴァリー・クレイン  | 4エピソード  |
| 2009-2012 | Parks and Recreation                                     | マレーネ              | 9エピソード  |
| 2010      | グレイズ・アナトミー 恋の解剖学 Grey's Anatomy           | ミセス・バンクス      | 1エピソード  |
| 2011-2012 | CSI:科学捜査班 CSI: Crime Scene Investigation            | ドナ・ホップ          | 2エピソード  |
| 2012      | パーセプション 天才教授の推理ノート Perception           | ピンダーホール夫人    | エピソード   |